# Пикалийва
Пи́кали́йва (эст. Pikaliiva — «Длинно-песочный») — микрорайон в районе Хааберсти города Таллин, столицы Эстонии.

## География

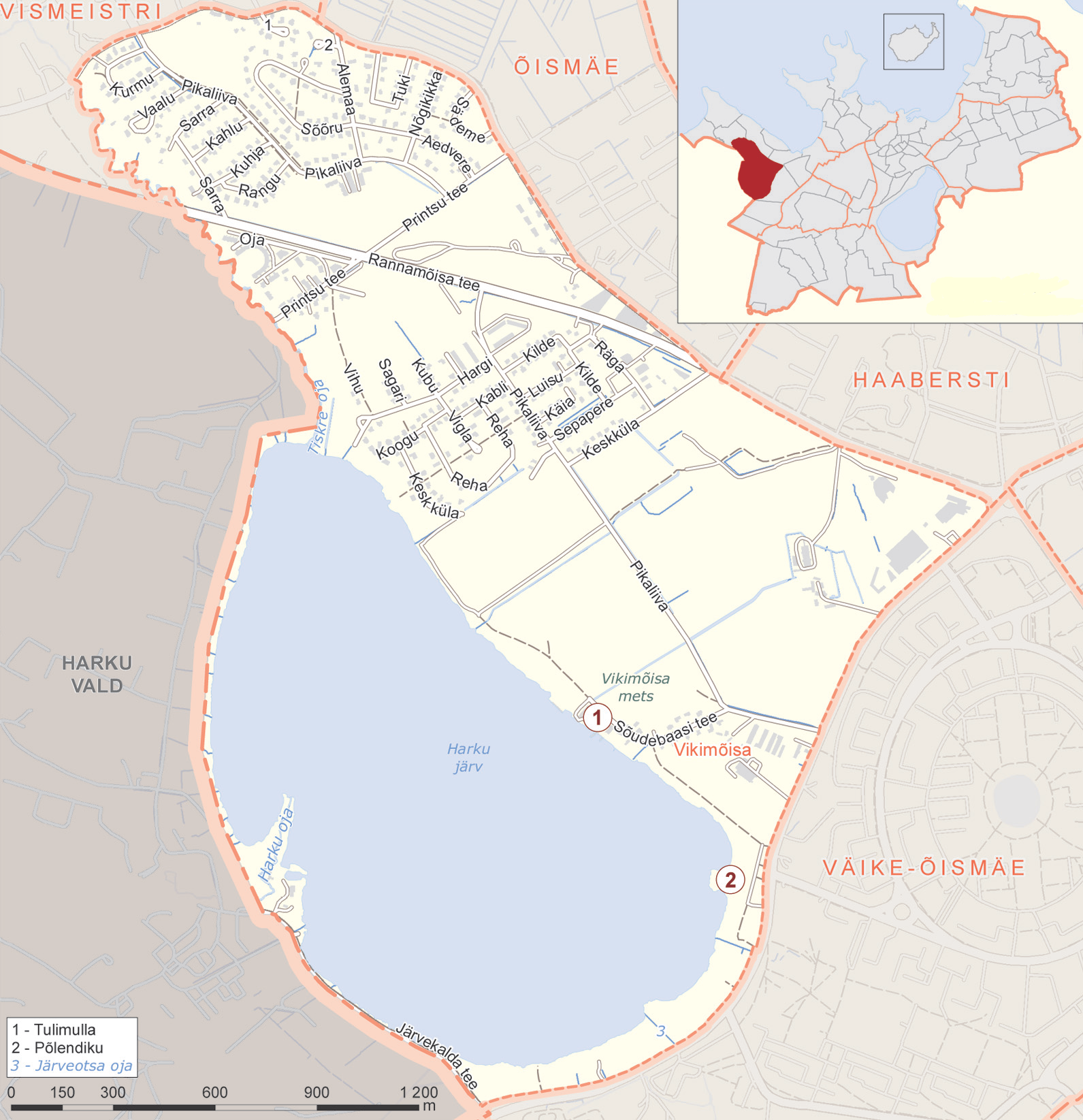
Карта микрорайона Пикалийва

Расположен на западе Таллина. Граничит с микрорайонами Висмейстри, Вяйке-Ыйсмяэ, Ыйсмяэ и Хааберсти и с волостью Харку. Площадь микрорайона — 4,47 км². Плотность населения на 1 января 2023 года — 1108,9 чел/км². Большу́ю часть территории микрорайона занимает озеро Харку, на берегу которого расположен благоустроенный пляж.

## Улицы
Основные и самые протяжённые улицы микрорайона Пикалийва: Вана-Раннамыйза, Пикалийва, Принтсу и Раннамыйза.

## Население
| Численность населения микрорайона Пикалийва на 1 января по данным Регистра народонаселения | Численность населения микрорайона Пикалийва на 1 января по данным Регистра народонаселения | Численность населения микрорайона Пикалийва на 1 января по данным Регистра народонаселения | Численность населения микрорайона Пикалийва на 1 января по данным Регистра народонаселения | Численность населения микрорайона Пикалийва на 1 января по данным Регистра народонаселения | Численность населения микрорайона Пикалийва на 1 января по данным Регистра народонаселения | Численность населения микрорайона Пикалийва на 1 января по данным Регистра народонаселения | Численность населения микрорайона Пикалийва на 1 января по данным Регистра народонаселения |
| 2008                                                                                       | 2010                                                                                       | 2011                                                                                       | 2012                                                                                       | 2013                                                                                       | 2014                                                                                       | 2015                                                                                       | 2016                                                                                       |
| ------------------------------------------------------------------------------------------ | ------------------------------------------------------------------------------------------ | ------------------------------------------------------------------------------------------ | ------------------------------------------------------------------------------------------ | ------------------------------------------------------------------------------------------ | ------------------------------------------------------------------------------------------ | ------------------------------------------------------------------------------------------ | ------------------------------------------------------------------------------------------ |
| 1429                                                                                       | ↗1679                                                                                      | ↗1796                                                                                      | ↗2148                                                                                      | ↗2303                                                                                      | ↗2464                                                                                      | ↗2682                                                                                      | ↗2839                                                                                      |
| 2017                                                                                       | 2018                                                                                       | 2019                                                                                       | 2020                                                                                       | 2021                                                                                       | 2022                                                                                       | 2023                                                                                       |                                                                                            |
| ↗3241                                                                                      | ↗3552                                                                                      | ↗3788                                                                                      | ↗4085                                                                                      | ↗4352                                                                                      | ↗4690                                                                                      | ↗4957                                                                                      |                                                                                            |

С 2008 по 2022 год численность населения микрорайона Пикалийва выросла более чем в 3 раза. Это было вызвано интенсивным жилым строительством в микрорайоне.

## История
В начале XX века на месте современного Пикалийва образовалась деревня, названная в честь длинной песчаной гряды (эст. Pikaliiva — букв. «Длинный песок»). Южная часть деревни была присоединена к Таллину в 1960 году, северная — в 1975 году. В 1960-х годах планировалось построить на Пикалийва жилой район Суур-Ыйсмяэ, но в 1980-х годах от этого плана отказались, и название Пикалийва снова вошло в обиход.

## Учреждения образования и досуга
- Rannamõisa tee 3 — школа Роостику частной общеобразовательной школы Рокка-аль-Маре[эст.][10];
- Sõudebaasi tn 21 — Харкуская база Таллинского клуба гребли[11].

## Предприятия торговли
- Rannamõisa tee 6 — супермаркет торговой сети «Selver»;
- Rannamõisa tee 12A — супермаркет торговой сети «Lidl».
- Paldiski mnt 108A — магазин строительных материалов торговой сети «K-Rauta».

## Общественный транспорт
В Пикалийва курсируют городские автобусы маршрутов № 4, 21, 21А, 21В, 41, 41B и более десятка междугородних автобусов.

## Комментарии
1. ↑  Эстонские топонимы, оканчивающиеся на -а, в русском языке не склоняются[8], а род получают по родовому слову, например, деревне присваивается женский род, хотя в эстонском языке нет категории рода.

## Галерея

Микрорайон Пикалийва
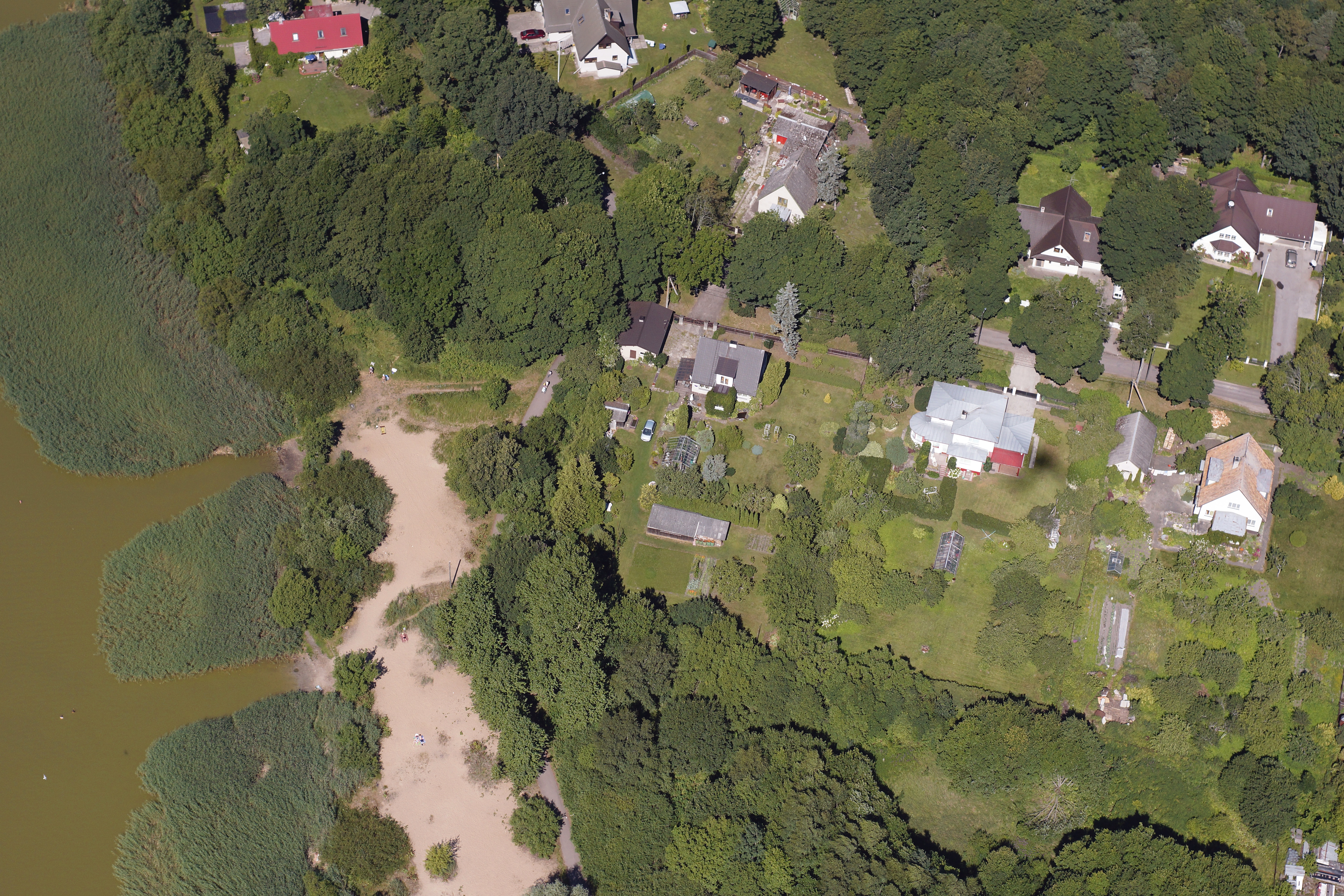
Вид на микрорайон с воздуха  Пикалийва
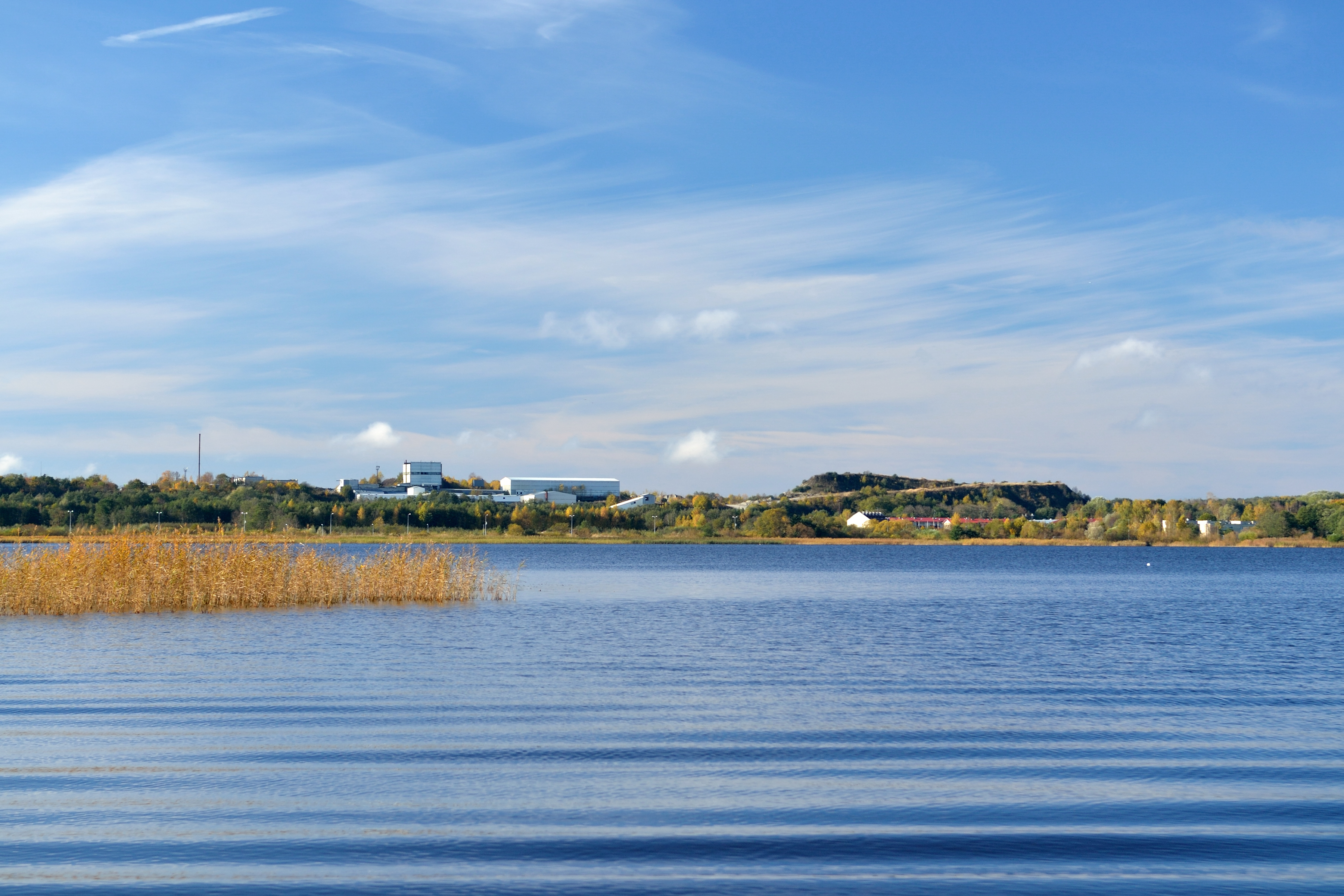
Озеро Харку
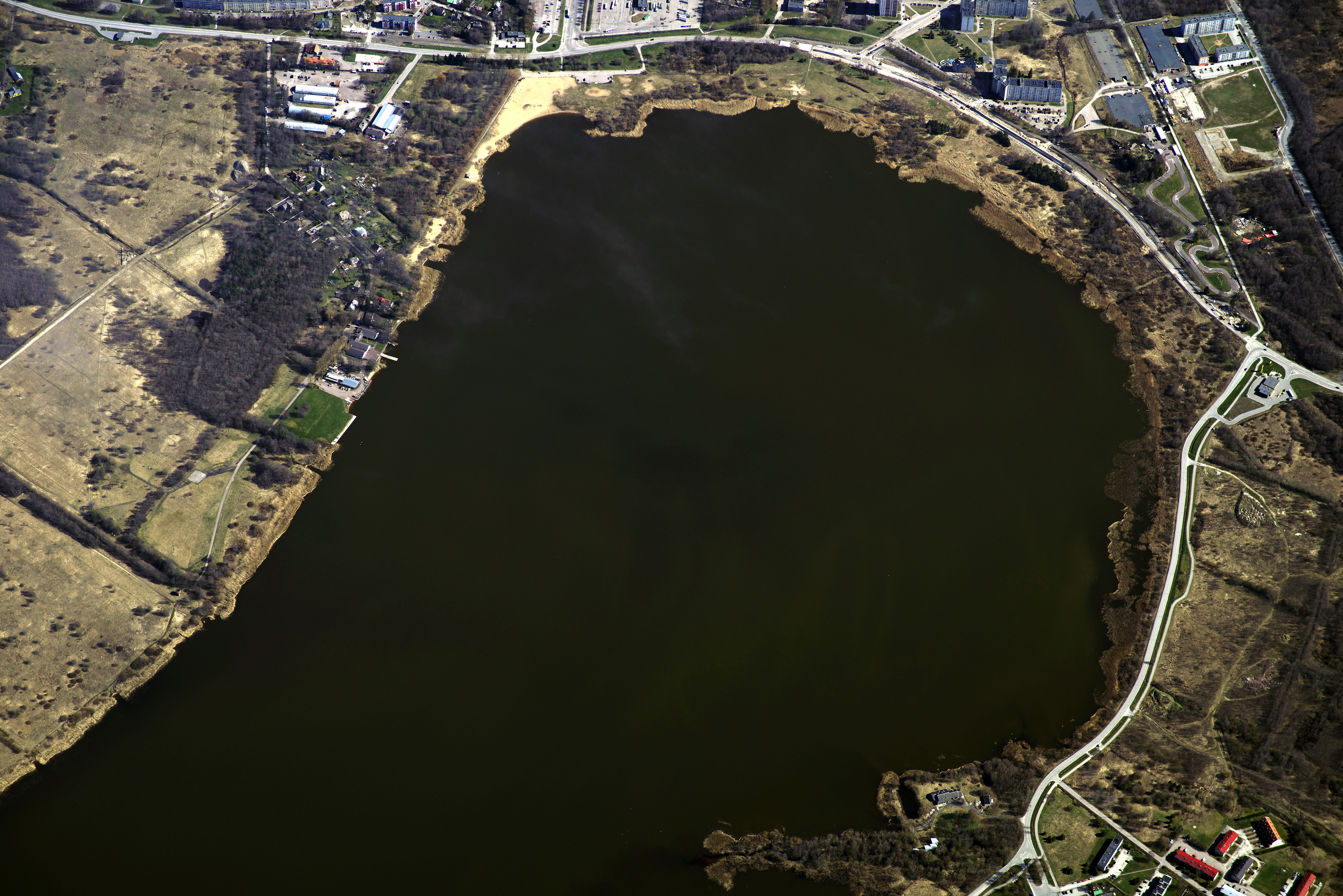
Вид с воздуха на озеро Харку
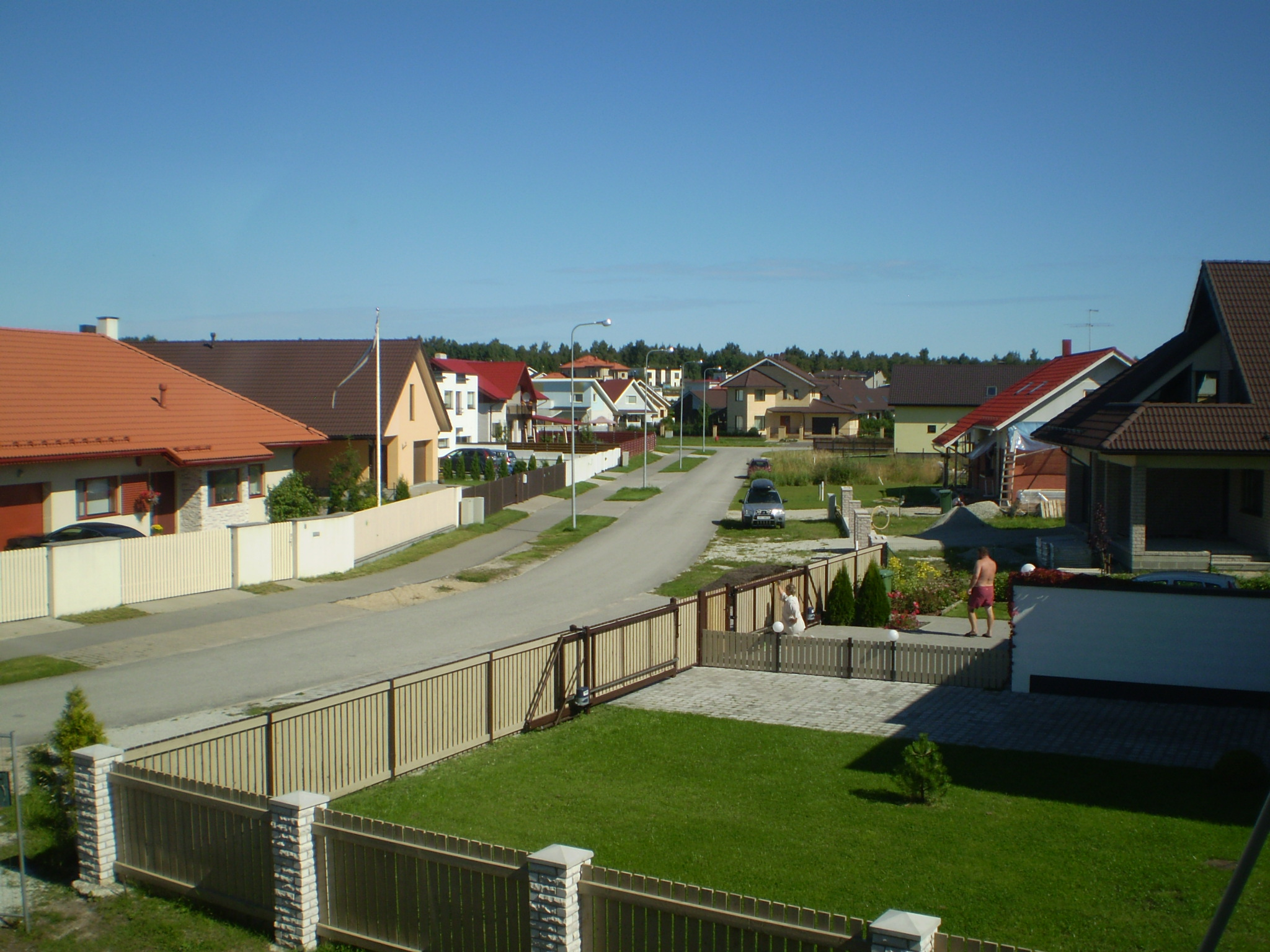
Улица Рангу
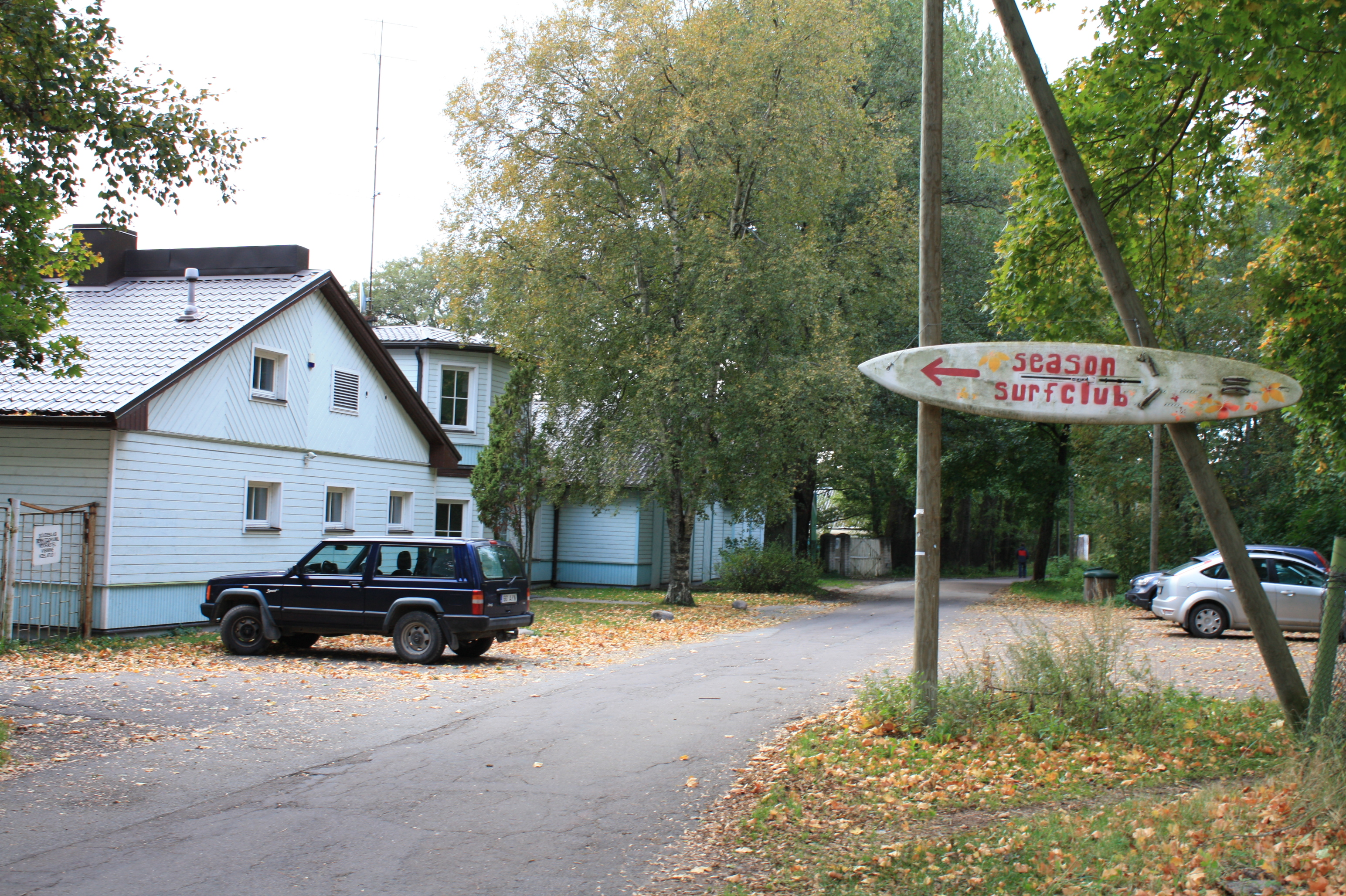
Сёрфинг-клуб